# De revolutionibus orbium coelestium
De revolutionibus orbium coelestium  é o nome original em latim do livro Das revoluções das esferas celestes, do astrônomo polonês  Mikołaja Kopernika (1473 — 1543), mais conhecido pelo nome latinizado Nicolau Copérnico, publicado em 24 de maio de 1543 em Nuremberga. É uma das obras mais importantes do período do Renascimento e um marco da Revolução Científica.
A publicação ocorreu durante o ano de sua morte, 1543. Apesar disso, ele já havia desenvolvido sua teoria algumas décadas antes.

## Publicação
Na primavera de 1539, Georg Joachim (Rethicus), professor de matemática da Universidade de Wittenberg estudou junto com Copérnico a nova teoria. Rethicus porém teve que assumir outro posto em Leipzig e deixou a supervisão técnica do livro para o clérigo luterano local, Andreas Osiander. Osiander acrescentou um prefácio não assinado que afirmava que o livro não era um retrato real do universo, mas "um cálculo coerente com as observações".

## Conteúdo
O livro marcou o começo de uma mudança de um universo geocêntrico, ou antropocêntrico, com a Terra em seu centro. Copérnico acreditava que a Terra era apenas mais um planeta que concluía uma órbita em torno de um sol fixo todo ano e que girava em torno de seu eixo todo dia. Ele chegou a essa correta explicação do conhecimento de outros planetas e explicou a origem dos equinócios corretamente, através da vagarosa mudança da posição do eixo rotacional da Terra. Ele também deu uma clara explicação da causa das estações: O eixo de rotação da terra não é perpendicular ao plano de sua órbita.
Em sua teoria, Copérnico descrevia mais círculos, os quais tinham os mesmos centros, do que a teoria de Cláudio Ptolomeu (modelo geocêntrico).
Do ponto de vista experimental, o sistema de Copérnico não era melhor do que o de Ptolomeu. E Copérnico sabia disso, e não apresentou nenhuma prova observacional em seu manuscrito, fundamentando-se em argumentos sobre qual seria o sistema mais completo e elegante.
Da sua publicação, até aproximadamente 1700, poucos astrônomos foram convencidos pelo sistema de Copérnico, apesar da grande circulação de seu livro (aproximadamente 500 cópias da primeira e segunda edições, o que é uma quantidade grande para os padrões científicos da época). Entretanto, muitos astrônomos aceitaram partes de sua teoria, e seu modelo influenciou muitos cientistas renomados que viriam a fazer parte da história, como Galileu Galilei e Johannes Kepler, que conseguiram assimilar a teoria de Copérnico e melhorá-la. As observações de Galileu das fases de Vênus produziram a primeira evidência observacional da teoria de Copérnico. Além disso, as observações de Galileu dos satélites de Júpiter provaram que o sistema solar contém corpos que não orbitavam a Terra.

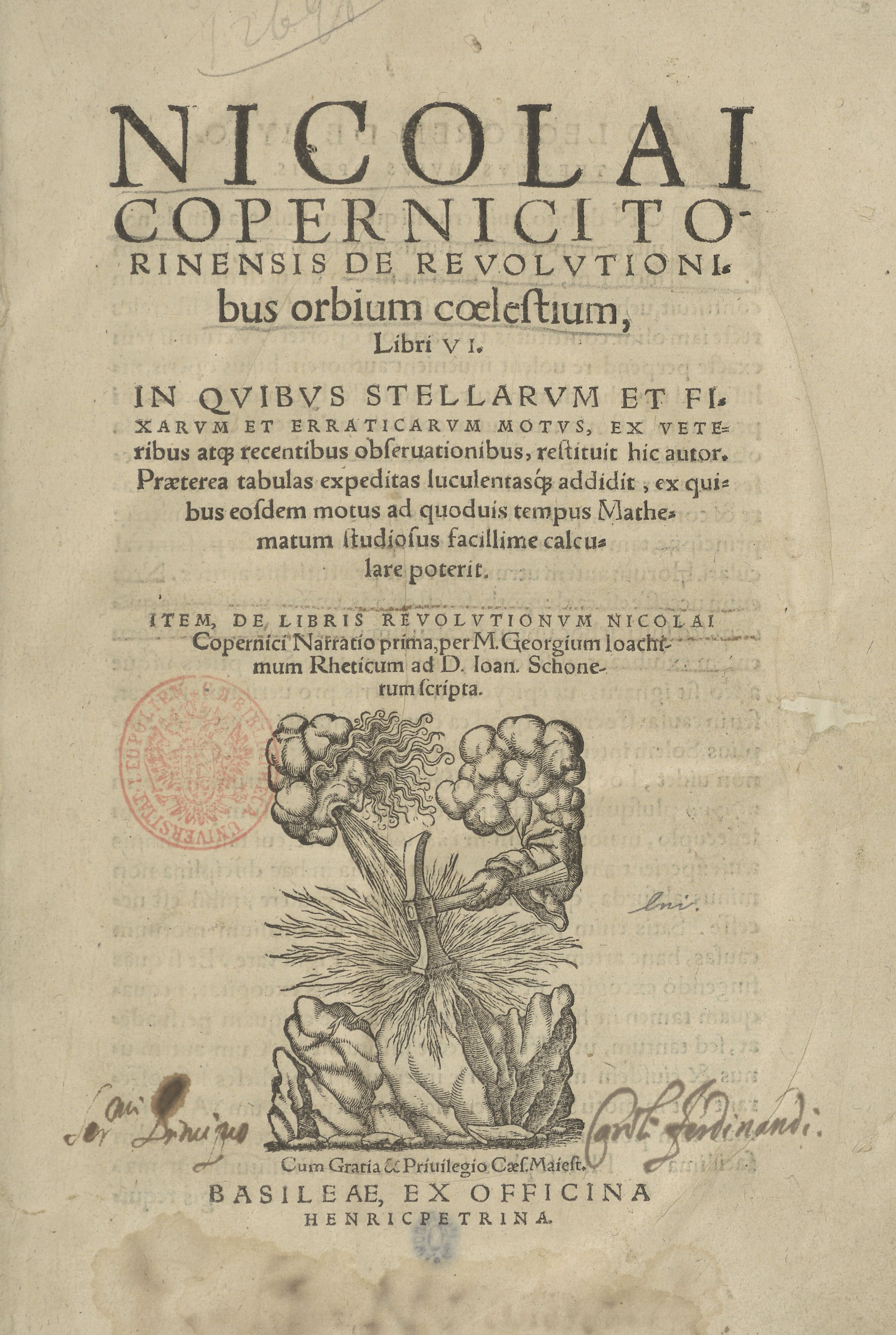
Folha de rosto da edição de 1566 publicada na Basileia.

O sistema de Copérnico pode ser resumido em algumas proposições, assim como foi o próprio Copérnico a listá-las em uma síntese de sua obra mestra, que foi encontrada e publicada em 1878.
As principais partes da teoria de Copérnico são:
- Os movimentos dos astros são uniformes, eternos, circulares ou uma composição de vários círculos (Epiciclos);
- O centro do universo é o Sol;[1]
- Perto do Sol, em ordem, estão Mercúrio, Vênus, Terra, Lua, Marte, Júpiter, Saturno, e as estrelas fixas;
- A Terra tem três movimentos: rotação diária, volta anual, e inclinação anual de seu eixo;
- O movimento retrógrado dos planetas é explicado pelo movimento da Terra;
- A distância da Terra ao Sol é pequena se comparada à distância às estrelas.

Se essas proposições eram revolucionárias ou conservadoras era um tópico muito discutido atualmente. O físico norte-americano Thomas Kuhn argumentou que Copérnico apenas transferiu algumas propriedades, antes atribuídas a Terra, para as funções astronômicas do Sol. Outros historiadores, por outro lado, argumentaram a Kuhn, que ele subestimou quão revolucionárias eram as teorias de Copérnico, e enfatizaram a dificuldade que Copérnico deveria ter em modificar a teoria astronômica da época, utilizando apenas uma geometria simples, sendo que ele não tinha nenhuma evidência experimental.

## Recepção

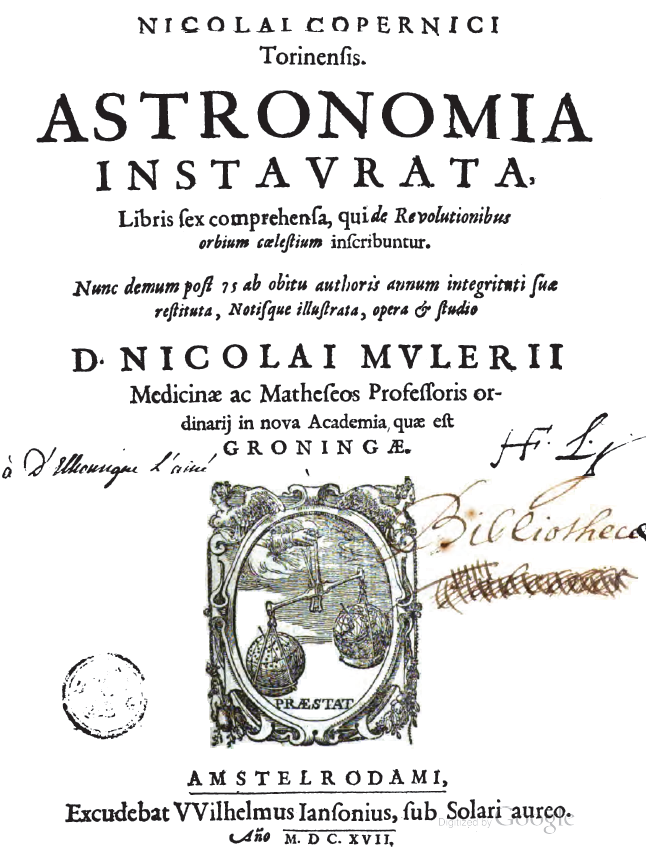
Capa da terceira edição do livro De Revolutionibus, 1617, de Nicolau Copérnico

Antes mesmo da publicação, a teoria tornou-se conhecida e Martinho Lutero manifestou sua desaprovaçãoː
| “ | O louco vai virar toda a ciência da astronomia de cabeça para baixo. Mas como declara o Livro Sagrado, foi ao Sol e não à Terra que Josué mandou parar. | ” |

Realmente a teoria revolucionava a astronomia. Porém a inquietação de Lutero referia-se ao fato de, por esta teoria, o homem não estar mais situado no centro de todas as coisas, como uma imagem de Deus, mas num mero planeta como tantos outros. Mas na Inglaterra, a recepção foi melhor: Robert Recorde em seu livro "Castelo do Conhecimento", de 1556 demonstra simpatia pela teoria, o mesmo acontecendo com John Dee.
Nos países católicos, não houve reações imediatas, talvez devido à dedicatória ao papa Júlio III ou talvez devido ao prefácio de Osiander. A situação mudou na segunda década do século XVII, devido em parte ao apoio à teoria heliocêntrica dado por Giordano Bruno.

## Edições

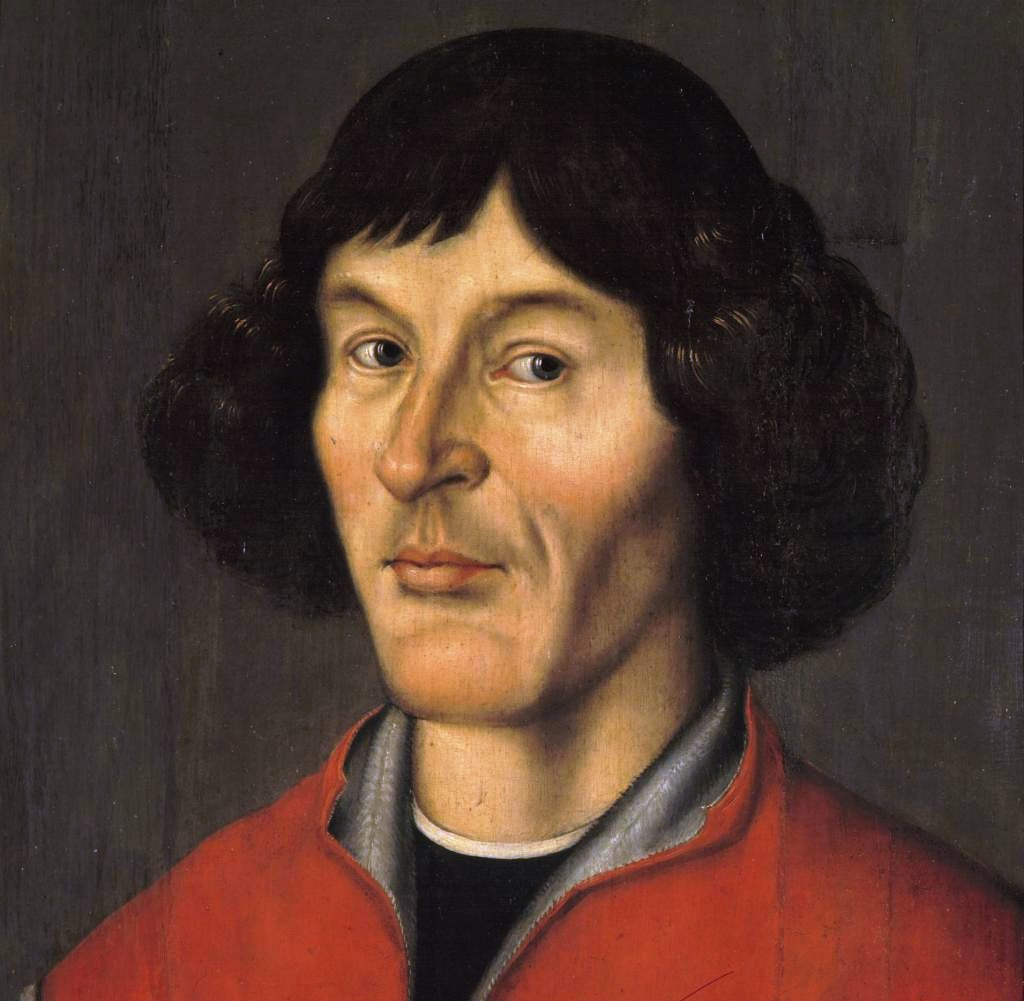
Nicolau Copérnico

- 1543, Nuremberga, por Johannes Petrejus
- 1566, Basileia, por Henricus Petrus
- 1617, Amsterdam, por Nicolaus Mulerius
- 1854, Varsóvia, com tradução ao polonês e o autêntico prefácio por Copérnico
- 1873, Thorn, tradução alemã supervisionada pela Sociedade de Copérnico local, com todas as correções textuais de Copérnico em notas de rodapé.